# Гулпарвар
Гулпарвар (тадж. Гулпарвар, до 2008 года — Коммунизм) — село в районе Рудаки Республики Таджикистан. 
Административный центр джамоата (сельской общины) Чимтеппа района Рудаки.
Находится недалеко от г. Душанбе, на расстоянии 15 км от райцентра (пгт. Сомониён).
Население — 7081 чел. (2017).